# Siborgijeve anorganske spojine
Iskanje siborgijevih spojin je zaradi kratke razpolovne dobe vseh njegovih izotopov zelo oteženo. Siborgijeve spojine naj bi zaznali pri dveh poskusih, vendar je relevantnost podatkov vprašljiva. Pri prvem poskusu naj bi zaznali siborgijev dioksidiklorid (SgO2Cl2), pri drugem ni jasno, ali so pridobili siborgijev dioksidifluorid (SgO2F2) ali enega izmed ionov SgO2F3− ali SgO42−.